# Itamar Ben-Gvir
Itamar Ben-Gvir (hebrejsko אִיתָמָר בֶּן גְּבִיר), izraelski pravnik in skrajno desni politik, * 6. maj 1976.
Je vodja stranke Ocma Jehudit, poslanec v knesetu in trenutni minister za nacionalno varnost.
Ben-Gvir je naseljenec na Zahodnem bregu, ki ga zaseda Izrael. Bil je obtožen sovražnega govora proti Arabcem in znano je, da je imel v svoji dnevni sobi portret izraelsko-ameriškega ekstremista Baruha Goldsteina, ki je v Hebronu leta 1994 v Jami patriarhov pobil 29 in ranil 125 palestinskih muslimanov. Po vstopu v politiko je sliko odstranil. Pred tem je bil tudi obsojen zaradi podpiranja teroristične skupine, znane kot Kah, ki je zagovarjala kahanizem, skrajno versko sionistično ideologijo.
Pod njegovim vodstvom je Ocma Jehudit (Judovska moč), stranka, ki zagovarja kahanizem in antiarabizem, osvojila šest sedežev na izraelskih parlamentarnih volitvah leta 2022 in sodeluje v vladi, ki so jo označili za najbolj skrajno desničarsko in trde linije od vseh vlad doslej. Pozval je k izgonu arabskih državljanov Izraela, ki niso lojalni Izraelu. Ben-Gvir je "široko znan po svojih odkrito rasističnih, protiarabskih pogledih in dejavnostih". Izraelska sociologinja Eva Illouz je dejala, da Ben-Gvir predstavlja "judovski fašizem".
Ben-Gvir je bil dolgo obtožen, da je provokator, saj je pred tem vodil sporne pohode po muslimanski četrti starega mesta Jeruzalema. Odprl je pisarno v soseski Šejk Džara, kjer je prišlo do več deložacij Palestincev. 3. januarja 2023 je kot član kneseta vodil pohod na Tempeljski grič z mošejo al-Aksa in s tem sprožil val mednarodnih kritik, ki so njegov obisk označile za namerno provokacijo. Kot odvetnik je znan po tem, da brani judovske radikalce in teroriste, ki jim sodijo v Izraelu.

## Zgodnja leta
Itamar Ben-Gvir se je rodil v Mevaseret Zionu. Njegov oče je bil rojen v Jeruzalemu iraškim judovskim priseljencem. Delal je v bencinskem podjetju in se ukvarjal s pisanjem. Njegova mati je bila kurdska judovska priseljenka, gospodinja, kot najstnica dejavna v Irgunu. Njegova družina je bila posvetna, toda kot najstnik je med prvo intifado prevzel verske in radikalne desničarske poglede. Najprej se je pridružil desničarskemu mladinskemu gibanju, ki je bilo povezano z Moledetom, stranko, ki je zagovarjala preselitev Arabcev iz Izraela, nato pa se je pridružil mladinskemu gibanju še bolj radikalne stranke Kah in Kahane Čai, ki so jo sčasoma prepoznali kot teroristično organizacijo, tako da jo je izraelska vlada prepovedala. Postal je mladinski koordinator Kaha in trdil je, da so ga že pri 14 letih priprli. Ko je z 18 leti dosegel starost za vpoklic v izraelske obrambne sile, so ga zaradi njegovega skrajno desničarskega političnega ozadja oprostili služenja.
Ben-Gvir je ostal povezan s kahanističnim gibanjem; Ocma Jehudit naj bi bila ideološka naslednica Kaha. Vendar pa je ob ustanovitvi stranke Ocma Jehudit. trdil, da to ne bo skupina Kah, Kahane Čai ali odcepljena skupina. Izvedel je vrsto skrajno desničarskih akcij, ki so se končale z več deset obtožnicami. V intervjuju novembra 2015 je trdil, da je bil obtožen 53-krat. V večini primerov je sodišče obtožbe zavrglo. Leta 2007 pa je bil obsojen zaradi spodbujanja k rasizmu.
V devetdesetih letih je bil aktiven v protestih proti sporazumom iz Osla. Ben-Gvir je prvič leta 1995 pritegnil pozornost javnosti, ko je na televiziji mahal z okraskom, ukradenim s cadillaca premierja Jicaka Rabina, in izjavil: "Prišli smo do njegovega avtomobila in bomo dobili tudi njega." Nekaj tednov kasneje je Rabina umoril desničarski skrajnež Jigal Amir.

## Pravna kariera
Ben-Gvir se je na nekaterih izmed svojih številnih sojenj zastopal sam in na predlog več sodnikov se je odločil za študij prava. Pravo je študiral na akademskem kolidžu Ono.  Ob koncu študija mu je izraelska odvetniška zbornica preprečila opravljanje pravosodnega izpita zaradi njegove kazenske evidence. Ben-Gvir je trdil, da je bila odločitev politično motivirana. Po vrsti pritožb je bila ta odločitev razveljavljena, vendar je bilo razsojeno, da se mora Ben-Gvir najprej poravnati v treh kazenskih postopkih, ki so takrat tekli proti njemu. Potem ko je bil v vseh treh primerih oproščen obtožb, med drugim organiziranja nezakonitih prireditev in motenja javnih služb, so mu izpit dovolili opravljati. Uspešno je položil pisni in ustni izpit in tako dobil licenco za odvetniške dejavnosti.
Ben-Gvir je kot odvetnik zastopal vrsto skrajno desničarskih judovskih aktivistov, ki so jih osumili terorizma in zločinov iz sovraštva. Med odmevnejšimi strankami so bili Benzi Gopstein in dva najstnika, obtožena požiga v vasi Duma. Haaretz je Ben-Gvirja opisal kot "najboljšega moža" za judovske skrajneže, ki se soočajo s pravnimi težavami, in poročal, da se njegov seznam strank "bere kot 'Kdo je kdo' osumljencev, kadar gre v Izraelu za judovski terorizem in zločine iz sovraštva". Ben-Gvir je tudi odvetnik Lehave, skrajno desničarske izraelske organizacije, ki se bori proti asimilaciji in aktivno nasprotuje zakonskim zvezam med Judi in nejudi, in ki je tožila jeruzalemski vakuf.
Ben-Gvir pravi, da njegovo zastopanje skrajno desničarskih judovskih aktivistov motivira želja pomagati jim, ne pa denar. 

## Politična kariera
Ben-Gvir je bil parlamentarni pomočnik v 18. knesetu Mihaela Ben-Arija. 23. julija 2017 je bil del vodstva protesta, ki je vključeval na desetine ljudi pred uradom predsednika vlade v Jeruzalemu. Protest sta organizirala tako Lehava kot Ocma Jehudit.
25. februarja 2019 je Ben-Gvir dejal, da je arabske državljane Izraela, ki Izraelu niso lojalni, "treba izgnati".
Preden je Ben-Gvir nastopil funkcijo, je bilo znano, da je imel v svoji dnevni sobi portret izraelsko-ameriškega judovskega ekstremista Baruha Goldsteina, ki je v pokolu v Jami patriarhov v Hebronu leta 1994 pobil 29 palestinskih muslimanskih vernikov in ranil 125 drugih; portret je odstranil med pripravami na izraelske zakonodajne volitve leta 2020 v upanju, da mu bodo dovolili kandidirati na enotni desni listi, ki jo je vodil Naftali Benet.
Ben-Gvir je nameraval kandidirati za sedež v knesetu na izraelskih zakonodajnih volitvah septembra 2019 na prvem mestu kombinirane volilne liste Noam/Ocma Jehudit, čeprav sta se stranki razšli, ker je Ocma na kombinirani seznam vstavila sekularnega kandidata (s čimer se stranka Noam ni strinjala). Ben-Gvir je bil na tretjem mestu skupne liste, ki je kandidirala na izraelskih zakonodajnih volitvah leta 2021 (listo so sestavljale Ocma Jehudit, Noam in Verska sionistična stranka). Skupna lista je osvojila šest sedežev, s čimer je bil Ben-Gvir izvoljen v kneset.
Maja 2021 naj bi pogosto obiskoval sosesko Šejk Džara v vzhodnem Jeruzalemu v znak solidarnosti z judovskimi naseljenci, ki živijo v soseski.
Oktobra 2021 sta se Ben-Gvir in vodja skupne liste Ajman Odeh fizično spopadla med obiskom medicinskega centra Kaplan, da bi videla Mikdada Kavasmeha, operativca Hamasa, ki je gladovno stavkal več kot tri mesece svojega upravnega pridržanja. Ben-Gvir je nasprotoval temu, da se Kavasmeh zdravi v izraelski bolnišnici, in izjavil, da je namen obiska, da preveri stanje pripornika, in da "od blizu vidi ta čudež, da človek ostane živ, čeprav več mesecev nič ne je". Ko je Ben-Gvir poskušal vstopiti v Kavasmehovo sobo, je Odeha obtožil, da je terorist, ker podpira skrajneže, kot je Kavasmeh. Odeh je nato udaril prvi in odrinil Ben-Gvirja in par se je začel prerivati, potem pa so ju mimoidoči ločili. Ben-Gvir je pozneje vložil ovadbo proti Odehu, češ da je "storil resno kaznivo dejanje".
Decembra 2021 je Ben-Gvir postal predmet preiskave, potem ko se je pojavil videoposnetek, na katerem je med sporom v podzemni garaži konferenčnega centra Expo Tel Aviv grozil s pištolo. Dva varnostnika sta ga prosila, naj umakne svoje vozilo, saj ga je parkiral na prepovedanem mestu. V odgovor je izvlekel pištolo in z njo grozil varnostnikoma. Zmerjalo se je z obeh strani, Ben-Gvir pa je trdil, da se je počutil ogroženega. Varnostnika sta bila neoborožena. Kritizirali so ga zakonodajalci z obeh strani, glede incidenta pa so sprožili preiskavo.
Januarja 2022 so mu povečali stopnjo varovanja. Zaradi pogostih groženj Ben-Gvirja v javnosti spremlja več varnostnikov, za njegovo varnost pa so sprejeti dodatni varnostni ukrepi.
13. oktobra 2022 je Ben-Gvir v soseski Šejk Džara v vzhodnem Jeruzalemu sodeloval v spopadih med izraelskimi judovskimi naseljenci in lokalnimi palestinskimi prebivalci, grozil je s pištolo in policiji rekel, naj streljajo na Palestince, ki so na prizorišče metali kamenje, in jim pri tem vpil: "Tukaj smo mi gospodarji, zapomnite si to, jaz sem vaš gospodar." To sporočilo je ponovil zjutraj po volitvah leta 2022 v svojem tvitu ob zmagi.
Na izraelskih zakonodajnih volitvah leta 2022 je Ben-Gvirjeva stranka dosegla uspeh brez primere, saj je več kot podvojila svoje glasove glede na zadnje parlamentarne volitve in tako v 25. knesetu postala tretja največja stranka. Ben-Gvir in njegova stranka sta vstopili v vlado pod vodstvom Benjamina Netanjahuja. Konec novembra 2022 so poročali, da bo Ben-Gvir vodil novoustanovljeno ministrstvo za nacionalno varnost, katerega naloge bodo vključevale nadzor izraelske mejne policije na Zahodnem bregu.
3. januarja 2023 je Ben-Gvir kot minister za nacionalno varnost obiskal Tempeljski grič, kar je sprožilo val mednarodnih kritik iz Združenih držav, Evropske unije in arabskih držav, kot so Jordanija, Egipt, Savdska Arabija in Združeni arabski emirati. Njegov obisk so označili za provokacijo in Izrael pozvali, naj spoštuje status quo svetih krajev. Ben-Gvira so dolgo obtoževali, da je provokator, saj je pred tem kot aktivist in član kneseta vodil več obiskov Tempeljskega griča in sporne pohode po muslimanski četrti starega mesta Jeruzalema.
Avgusta 2023 je izjavil, da je njegova pravica ter pravica njegove žene in otrok "do potovanja po cestah Judeje in Samarije pomembnejša od pravice Arabcev do potovanja". Izjavo sta Palestinska narodna uprava in ameriško zunanje ministrstvo obsodila kot rasistično.
V začetku oktobra 2023 je Ben-Gvir po aretaciji petih ultraortodoksnih haredskih Judov zaradi pljuvanja na kristjane in pred cerkve dejal, da "ne gre za kazniva dejanja". Pred vstopom v politiko je zagovarjal pljuvanje Judov po kristjanih kot "staro judovsko navado".
Po napadu Hamasa na Izrael oktobra 2023 je Ben-Gvir izjavil, da "Izrael doživlja enega najtežjih dogodkov v svoji zgodovini. To ni čas za vprašanja, teste in preiskave." Novembra je dejal, da "ko pravijo, da je treba uničiti Hamas, to pomeni tudi tiste, ki prepevajo, tiste, ki podpirajo in tiste, ki delijo sladkarije – vse to so teroristi".
V začetku leta 2024 je Ben Gvir zagovarjal načrt o množični preselitvi Palestincev iz Gaze in naselitev območja z judovskimi naseljenci, kar je naletelo na oster odziv predstavnikov ZDA in Evropske unije.

## Osebno življenje
Ben-Gvir je poročen z Ajalo Nimrodi, daljno sorodnico Oferja Nimrodija, nekdanjega lastnika dnevnega časopisa Maariv. Imata pet otrok in živita v po mednarodnem pravu nezakonitem izraelskem naselju Kirjat Arba pri Hebronu na zasedenem Zahodnem bregu.
Ben-Gvir je tožil očetovega skrbnika, tujega delavca s Šrilanke, za 100.000 novih šeklov, potem ko je za po smrti očeta od njega in njegovega brata zahteval odpravnino. Ben-Gvir je trdil, da je njegov oče umrl, ker je šel delavec na dopust. Sodišče je razsodilo, da sta Ben-Gvir in njegov brat kot očetova dediča dolžna obtoženi stranki plačati okoli 100.000 šeklov.